# Moszczenica Małopolska
Moszczenica Małopolska – przystanek kolejowy w Moszczenicy, w województwie małopolskim, w Polsce. Znajduje się on na 14,704km linii kolejowej nr 108 (Stróże - Krościenko), w połowie szlaku Wola Łużańska - Gorlice Zagórzany. Przystanek posiada zadaszenie punktowe w postaci małych wiat peronowych oraz niski peron o nawierzchni mieszanej.
Program "Kolej +" zakłada gruntowną modernizację linii kolejowej 108 między Stróżami a granicą województwa do 2028 roku. W ramach prac, przystanek ma zyskać nowy peron.

## Ruch pociągów
W okresie międzywojennym i podczas II wojny światowej, w Moszczenicy zatrzymywało się kilka par pociągów pasażerskich dziennie, natomiast w 1946 roku liczba ta zmalała do zaledwie dwóch par.
W 1964 roku kursowało już nawet do 11 par pociągów osobowych.
Druga połowa lat 70. XX wieku, pod względem ruchu pasażerskiego, była okresem świetności zarówno przystanku, jak i całej linii. Rekord padł w roku 1976, gdy w ciągu dnia postój handlowy miało tu do 14 par pociągów osobowych (licząc z sezonowymi oraz kursującymi tylko w dni robocze).
W 1988 roku w Moszczenicy zatrzymywało się (przy założeniu, że pociągi do/z Krakowa, Warszawy i Łodzi jechały przez Gorlice Zagórzany) do 10 par pociągów osobowych na dobę. Widać więc niewielkie pogorszenie oferty przewozów osobowych względem sytuacji sprzed 10 lat.
W 1996 roku wciąż zatrzymywało się tu 10 par pociągów osobowych, natomiast 10 lat później liczba ta spadła do 7.
W 2009 roku na przystanku zatrzymywały się już jedynie 2 pary pociągów REGIO rel. Stróże - Biecz (ze względu na kłopoty z finansowaniem pociągów osobowych przez województwo podkarpackie, pociągi REGIO skrócono z Jasła do Biecza - ostatniej stacji w woj. małopolskim). 
Ruch pociągów pasażerskich na stacji wstrzymano 31 maja 2010 roku. W późniejszym czasie ze stacji prowadzony był ruch poprzez zastępczą komunikacją autobusową, która również została zlikwidowana.
Po remoncie szlaku Stróże - Wola Łużańska, 1 października 2017 został przywrócony został ruch pociągów osobowych pomiędzy Stróżami a Gorlicami Zagórzanami. Odtąd, na stacji zatrzymują się pociągi Kolei Małopolskich relacji Kraków – Jasło – Kraków i Nowy Sącz – Jasło – Nowy Sącz. Są to jednak pociągi przeznaczone głównie dla uczniów i studentów, dlatego ich kursowanie ogranicza się wyłącznie do piątków i niedziel w ciągu roku szkolnego. W piątki wieczór, pociąg kursuje jako osobowy przyspieszony z Krakowa do Jasła oraz osobowy z Jasła do Nowego Sącza, zaś w niedzielne popołudnie przejazd odbywa się w relacji odwrotnej. Pociągi te kursują do dziś.
Ponadto, w lipcu 2021 roku uruchomiono sezonowy pociąg osobowy przyspieszony Kolei Małopolskich rel. Jasło - Krynica-Zdrój". W soboty i niedziele rano kursował on z Jasła do Krynicy, zaś wieczorami - w relacji odwrotnej. Dodatkowo, ze względów technicznych, wczesnymi rankami z Nowego Sącza do Jasła wyruszał pociąg osobowy (skład ten jechał później do Krynicy), a późnymi wieczorami wracał do Nowego Sącza.

## Ruch pasażerski
| Rok  | Wymiana pasażerska na dobę |
| ---- | -------------------------- |
| 2017 | 0-9                        |
| 2022 | 0-9                        |